# Губернаторский сад (Нижний Новгород)
Губернаторский сад — парк, расположенный в историческом центре Нижнего Новгорода, на территории Нижегородского кремля. Запроектирован в 1836 году в английском стиле главным садовником экспедиции Кремлёвского строения Францем Семёновичем Пельцелем.      
Изначально сад был закрытым для посещений парком при доме губернатора. После революции стал общественным.   

## Расположение
Губернаторский сад представляет собой озеленённую территорию внутри кремлёвских стен на северном склоне, понижающемся в северном направлении. С севера территория сада ограничена кремлёвской стеной от Ивановской до Георгиевской башни. В юго-восточном направлении от Ивановской башни сад ограничен Ивановским съездом; с юга, на верхней террасе — граничит с объектами культурного наследия: Домом Советов и дворцом губернатора.

## История
История территории, занятой Губернаторским садом, достоверно прослеживается с первой четверти XVII века. По данным Писцовой книги 1622 года известно, что к северу от Большой Мостовой улицы (современный Ивановский съезд) располагалась плотная жилая застройка (в кремле на тот момент находилось около 400 жилых дворов), Симеоновский и Духовской монастыри. Дома и дворовые участи густо заполняли данную часть кремля, включая крутой береговой склон. Духовской монастырь, основанный в 1580 году, ко времени составления Писцовой книги имел два деревянных храма (летняя церковь Сошествия Святого Духа и тёплая церковь Входа Господня в Иерусалим с трапезной), Святые ворота, колокольню и двадцать одну монашескую келью. Деревянная церковь Сошествия Святого Духа была отстроена в камне к 1703 году. В Симеоновском монастыре на тот момент были возведены деревянная церковь Симона Столпника с колольницей, игуменская келья, три братские кельи и Святые ворота с богадельней.   
В первой четверти XVIII века в сплошной деревянной застройке кремля появляются первые жилые каменные сооружения. За Спасо-Преображенским собором на бровке откоса был возведён архиерейский дом, в одном из корпусов которого разместилась открытая в 1721 году славяно-греческая школа. После очередного пожара 1768 года Сенат издал указ о застройке Нижнего Новгорода по новому плану, который был утверждён в апреле 1770 года. В кремле сохранялась жилая застройка, но её предполагалось объединить в более крупные кварталы. В последующие годы проводилась политика планомерного вынесения жилой застройки из кремля и превращение его в административный центр города.
В 1830-х — 1840-х годах в Нижегородском кремле производились крупные градостроительные преобразования, осуществляемые по распоряжению императора Николая I. Распоряжение о постройки губернаторского дворца и разбивке сада на прилегающей территории были сделаны императором при посещении города в 1834—1836 годах. Для исполнения воли монарха в Нижний Новгород уже в 1836 году был откомандирован придворный садовник Пельцель с целью «составления проекта сада на указанном Его величеством месте». Франц Семёнович Пельцель — главный садовник экспедиции Кремлёвского строения (позднее — Московская контора Министерства императорского двора и уделов), в его ведении находились все московские дворцовые сады и оранжереи. Поручение по строительству нижегородских садов садовник воспринял как тяжёлую обузу из-за большой загруженности на проектах в Москве. Тем не менее, не посмев ослушаться царского приказа, он выполнил проект, привязав его к местности, сметы и лично контролировал ход работ. 
В проекте сад при доме военного губернатора, именовавшийся так во всех архивных документах, представлял собой усадебный пейзажный парк английского типа. Предполагалось высадить более 6 тысяч растений: тополя душистые и серебристые, липы, клёны, рябины, дубы, ясени, ели, орешник и различные кустарники. Жилая застройка вокруг Симеоновской церкви, между Ивановской и Зачатьевской башнями, а также вокруг Духовского храма была ликвидирована в начале 1830-х годов. Вся освободившаяся земля была включена в территорию сада, который обнесли оградой на каменных столбах.            
Первоначально надзор за строительством осуществлял помощник Пельцеля австриец Иван Иванович Свобода. Заявивший, что «все <…> назначенные садовые работы, как-то: в крепости и по Волжскому Откосу могу исполнить без особенного его [Пельцеля] надсмотрения», со строительством губернаторского сада он не справился. Раздосадованный губернатор Михаил Петрович Бутурлин пригрозил «отпускать <…> жалованье по мере успеха, а не по времени, ибо я примечаю, что прошедшие времена с получением жалованья, делает Вас слишком покойным». Форсирование строительных работ привело к печальным последствиям: участок в северо-восточной части кремля в последующие десятилетия стал большой проблемой для местных властей. Работы по перепланировке склона Георгиевской горы велись садовником при «отсутствии всяких технических соображений и знания строительного дела». Из-за разрушения древней системы каменных и деревянных труб и желобов, отводивших грунтовые воды за пределы кремля, вода из подземных ключей «разлилась под насыпями, быв запружена глубоким фундаментом крепостной стены».             
В дальнейшем, из-за разрушения водоотводов, в этой части кремля участились оползневые процессы, стал рушиться подгорный участок крепостной стены. В частности, 18 августа 1844 года произошёл оползень, из-за которого по церкви Сошествия Святого Духа пошли трещины от самого основания до сводов. Через год император повелел разобрать храм, не подлежавший восстановлению. Работы по ликвидации последствий строительной деятельности Пельцеля растянулись на десятилетия: производились в 1850-е годы по проекту и под надзором архитектора Л. В. Фостикова и в 1860-е годы архитектором Д. Небольсиным. Грунтовым водам было найдено оригинальное применение: на террасе несколько выше разрушенного участка стены был устроен пруд, где разводили карасей для архиерейского стола; ниже, по другую линию стен, родниковой водой пользовались жители прилегающей слободы и ей же наполнялся бассейн церкви Живоносного источника. В 1880 году были проведены большие работы по каптажу ключей в саду ниже губернаторского дома.
К концу XIX века был благоустроен только верхний участок сада, а подгорная территория находилась в запущенном состоянии. В начале XX века даже возникла идея проложить по подгорному участку вдоль крепостной стены дорогу, ведущую от пристаней к Ивановскому съезду. 
После революции 1917 года был открыт свободный доступ в бывший губернаторский сад, однако территория никак не использовалась. В послевоенное время были проведены противооползневые мероприятия, территория была заново террасирована. По поверхности склона, кроме устройства террас, были проложены заасфальтированные дорожки; выстроены лестничные сходы; поверхности откосов между террасами задернованы. Для отвода поверхностных вод проложена сеть бетонных лотков и дренажных штолен. 

### Современность

Памятный знак первым нижегородцам в Губернаторском саду

К началу 2010-х годов сад находился в заброшенном состоянии: висты заросли, видовые точки и лучи закрыты, травянистая растительность выпала под пологом крупных деревьев, ограждения покосились, многие деревья были поломаны ветром, кусты развалились и потеряли форму. Выстроенные высокие бетонные подпорные стены контрастировали с зелёными насаждениями.
В 2018 году в западной части сада институт археологии РАН начал раскопки на месте снесённого в советский период Симеоновского храма; специалисты обнаружили около 900 захоронений, сделанных в XV—XVI веках. Позже было принято решение воссоздать храм в историческом виде. Закладка первого камня в основание церкви состоялась 3 июня 2020 года, а Великое освящение восстановленного здания — 31 декабря 2021 года.
К 800-летию Нижнего Новгорода были начаты комплексные работы по благоустройству и озеленению Губернаторского сада, включая сохранение исторической пейзажной структуры парка, восстановление перспектив и озеленение с использованием исторических видов кустарников и деревьев, ремонт и реконструкция подпорных стен, устройство регулярного сада перед домом губернатора, устройство амфитеатра у Зачатьевской башни, прокладку дорожек с гранитной брусчаткой и т. д.